# Pulau Mata Pahi
Mata Pahi (mal. Pulau Mata Pahi) ist eine zu Malaysia gehörende Insel in der zur Celebessee offenen Darvel Bay. Die Insel liegt etwa 15 Kilometer nordwestlich von Semporna.
Mata Pahi ist eine kleine Insel innerhalb der Darvel Bay. Sie erhebt sich nur wenige Meter über dem Meeresspiegel und ist überwiegend dicht mit Mangrovenbäumen bestanden. Ihre maximale Länge ist ca. 900 m, die größte Breite etwa 200 m. Pulau Mata Pahi ist Teil einer größeren Sandbank, die zwischen Pulau Timbun Mata und dem Festland liegt.
Die Insel beheimatet etwa 30.000 bis 50.000 Flughunde.